# Rio Chicera (Tărcăiţa)
O Rio Chicera é um rio da Romênia, afluente do Tărcăiţa, localizado no distrito de Bihor.